# Minskaja (stanice metra v Moskvě)
Minskaja (rusky Минская) je stanice moskevského metra.

## Charakter stanice
Stanice Minskaja se nachází na společné hranici čtvrtí Dorogomilovo a Fili-Davidkovo pod stejnojmennou ulicí mezi jejím křížením s kyjevskou železniční tratí a křížením se Starovolynskou ulicí (Староволынская улица) a mezi Parkem Pobědy a Matvejevským lesem. Jedná se o stanici mělce založenou s jedním podzemním vestibulem. Ten ústí přímo u Minské ulice směrem do centra. Do budoucna je naplánováno vybudování přestupního uzlu mezi tratí a stanicí metra. 